# 冉曉雯
冉曉雯，國立交通大學電子工程研究所博士，現為國立陽明交通大學光電工程學系教授。專長有機電晶體、金屬氧化物半導體薄膜電晶體以及結合有機和無機元件的複合感測器。

## 生平
冉曉雯高中畢業於臺北市立第一女子高級中學，1997年畢業於台灣大學電機系，1999年取得交通大學電子工程研究所碩士、2003年取得交通大學電子工程研究所博士。畢業後，任職交通大學光電工程學系助理教授，2008年成為副教授，2012年成為教授至今。獲得第四屆台灣傑出女科學家獎新秀獎。

## 學術成就
冉曉雯教授主要研究有機電晶體、金屬氧化物半導體薄膜電晶體、結合有機和無機元件的複合感測器。發明了新型的超低電壓垂直式高分子電晶體，能以一伏特操作，可用於低成本之有機電路。研發出利用貓砂分析出貓尿尿素濃度的方法，用化學試劑搭配「雙光纖微反應槽」技術，讓飼主方便了解貓咪腎病狀況。與林口長庚醫院腎臟科田亞中教授團隊合作，以呼氣氨做為預測腎功能的臨床應用。

## 榮譽
| 年份        | 項目                                                       |
| ----------- | ---------------------------------------------------------- |
| 2011年      | 第四屆台灣傑出女科學家獎新秀獎                             |
| 2016年      | 第十六屆旺宏金矽獎應用組評審團銀獎                         |
| 2019年-至今 | 電機及電子工程師協會（IEEE）中華民國分會女性工程師小組主席 |
| 2021年      | 第十八屆國家新創獎—臨床新創獎                              |
| 2022年      | 第二十四屆台法科技獎                                       |

## 軼事
冉曉雯老家在南投埔里，小時候父親經常帶著他和哥哥接觸山林古道，也教他騎打檔車可以享受行動自由，修理馬桶、換燈炮等生活技能，不因身為女性自我設限。
2007年開始，冉曉雯和幾位教授發起了「新光計畫」，每個週六清晨輪班上山為新竹縣尖石新光國小小朋友進行課輔。

## 著作
- 《傳奇人生：張俊彥傳》（國立陽明交通大學出版社，2019）（與王敏詮合著）